# Ignát Herrmann
Ignát Herrmann, född 12 augusti 1854, död 8 juli 1935, var en tjeckisk författare.
Herrmann var företrädesvis skildrare av hemstaden Prags godmodiga kälkborgare. De båda novellsamlingarna Pragfigurer (1884-86) följdes av berättelser i samma stil. Stor popularitet vann Herrmann genom roman Pappa Kondelík och mågen Vejvara (1898, med fortsättning i flera band), en komisk familjekrönika, i flera avseenden påminnande om Julius Stindes "Buchholz"-romaner.